# 北旺庄街道
北旺庄街道，是中华人民共和国山西省朔州市朔城区下辖的一个村级行政单位。
2023年2月20日，北旺庄街道管辖的民福街中心社区和代管的平朔中心社区划归至文远街道。

## 行政区划
北旺庄街道下辖以下地区：
振华东街社区、振华西街社区、平朔生活区第一社区、平朔生活区第二社区、北邢家河社区、李家河村、张家河村、油坊头村、西什庄村、雒儿庄村、南泉村、新安庄村、厦阁村、野狐涧村、南磨村、泥河村、曹沙会村、七里河村、贺家河村、崔家窑村、东富院村、牛家店村、胡家窑村、十里铺村、北旺庄村、照什八庄村、二十里铺村和南邢家河村。